# Spina iliaca postero-superiore
La spina iliaca postero-superiore (SIPS) è una protuberanza ossea presente a livello del margine posteriore della cresta iliaca superiormente alla spina iliaca postero-inferiore con la quale costituisce un'incisura colmata da alcuni legamenti dell'articolazione sacroiliaca. Sul piano sagittale SIAS e SIPS sono idealmente alla stessa altezza; si ha l'antiversione del bacino quando la SIAS è collocata più in basso rispetto alla SIPS, e la retroversione quando la SIAS è collocata più in alto rispetto alla SIPS. Insieme all'apofisi spinosa della 5ª vertebra lombare (L5) ed al limite superiore della piega interglutea, che corrisponde al quarto/quinto segmento sacrale (S4), delimitano il rombo sacrale di Michaelis.